# بوتالبيتال
بوتالبيتال (بالإنجليزية: Butalbital)‏ هو دواء يُستعمل في علاج:
- صداع[7]